# Bedřichov (Horní Stropnice)
Bedřichov (německy Friedrichschlag) je osada, část obce Horní Stropnice v okrese České Budějovice v Jihočeském kraji. Nachází se asi jeden kilometr západně od Horní Stropnice. Prochází zde silnice II/154. Bedřichov leží v katastrálním území Bedřichov u Horní Stropnice o rozloze 2,1 km².

## Historie
První písemná zmínka o vesnici pochází z roku 1262.

## Obyvatelstvo
| Rok            | 1869 | 1880 | 1890 | 1900 | 1910 | 1921 | 1930 | 1950 | 1961 | 1970 | 1980 | 1991 | 2001 | 2011 | 2021 |
| -------------- | ---- | ---- | ---- | ---- | ---- | ---- | ---- | ---- | ---- | ---- | ---- | ---- | ---- | ---- | ---- |
| Počet obyvatel | 160  | 157  | 155  | 147  | 132  | 132  | 103  | 91   | 92   | 50   | 30   | 23   | 17   | 19   | 21   |
| Počet domů     | 42   | 33   | 31   | 34   | 31   | 29   | 26   | 20   | 20   | 12   | 11   | 8    | 7    | 11   | 15   |

## Obecní správa
Při sčítání lidu v letech 1850–1868 Bedřichov byl samostatnou obcí v okrese Kaplice. V letech 1868–1950 byl osadou obce Chlupatá Ves v okrese Kaplice. Od 24. května 1950 je částí obce Horní Stropnice, se kterým patřil nejprve do okresu Trhové Sviny, ale od roku 1960 v okrese České Budějovice.

## Pamětihodnosti
- Kaple
- Dvoje boží muka
- Přírodní památka Bedřichovský potok
- Bedřichovská soukromá dráha – úzkorozchodná železnice 600 mm